# Márton Illés
Márton Illés [ˈmaːrton ˈilːeːʃ] (* 12. Dezember 1975 in Budapest) ist ein ungarischer Konzertpianist, Komponist und Dirigent.

## Ausbildung und Studium
Seine musikalische Grundausbildung erhielt Illés zwischen 1981 und 1994 in den Fächern Klavier, Komposition und Schlagzeug an Musikinstituten in Győr. 1993 verbrachte er ein Gastsemester am Zürcher Konservatorium in der Klavierklasse von Hadassa Schwimmer.
Er studierte Klavier bei László Gyimesi an der Musik-Akademie der Stadt Basel und schloss 1998 mit dem Solistendiplom ab. Anschließend setzte er seine pianistische Ausbildung bei Karl-Heinz Kämmerling in Hannover fort. In dieser Zeit war er als Solist, Kammermusiker, Korrepetitor und Orchesterpianist für das Sinfonieorchester Basel tätig.
1997 bis 2001 studierte Illés Komposition bei Detlev Müller-Siemens in Basel, von 2001 bis 2005 dann in der Kompositionsklasse von Wolfgang Rihm sowie Musiktheorie bei Michael Reudenbach und elektroakustische Komposition bei Thomas A. Troge an der Hochschule für Musik Karlsruhe, wo er 2005 einen Lehrauftrag für Musiktheorie erhielt.

## Kompositionsarbeiten
Nachdem Márton Illés mit sechzehn Jahren den Kompositionspreis des Ungarischen Fernsehens und mit achtzehn Jahren seinen ersten Kompositionsauftrag für das Győr-Percussion-Ensemble bekommen hatte, verwirklichte er in den vergangenen Jahren eine Reihe von Auftragskompositionen für Musikfestivals und Institutionen. Darunter waren nachfolgende Aufträge:
- der Musikkreditkommission Basel für das Festival Europäischer Musikmonat („Ballettmusik“, UA 2001 durch das Ensemble Phoenix).
- des Klangspuren-Festivals in Österreich (Streichquartett Scene Polidimensionali IX. „Vonalmezők“ UA 2004 durch das Minguet Quartett).
- der Rundfunk-Orchester und -Chöre gGmbH Berlin (Scene P. VII. „Szintek“, UA 2004 in der Berliner Philharmonie durch das Kammerensemble des Deutschen und des Rundfunk-Symphonieorchesters Berlin).
- des Festivals Heidelberger Frühling (Scene P. X. „Vonalterek“ für Klarinette, Klavier und Viola, UA 2004 mit Jörg Widmann und Hanna Weinmeister).
- der Kasseler Musiktage für ein Kammerensemble-Werk (2005).
- der Thüringer Symphoniker für ein Orchesterstück (UA 2006).
- des Ungarischen Rundfunks für das „Hommage à Bartók“-Festival in Budapest (Scene P. XIV. „tördelt vonalak“ für Bläserensemble UA 2006 durch das Componensemble Budapest).

2003 präsentierte ihn der Südwestrundfunk in einem Film und 2004 der SWR2 in einem Rundfunkporträt.
2004 brachte das Ensemble Modern das zu den Scene Polidimensionali gehörige Ensemblestück Scene P. IX „Szintek b“ in Frankfurt und im Hessischen Rundfunk zur Uraufführung. In der Kairoer Oper und in der Liederhalle Stuttgart wurde 2004 sein – auf einen andalusisch-arabischen Text komponiertes – Kammeroratorium gespielt. Für das Jahr 2007 erhielt Márton Illés Kompositionsaufträge des SWR, für die Wittener Tage für neue Kammermusik und für die Kasseler Musiktage.
Illés’ Werke werden regelmäßig in Deutschland, Österreich, der Schweiz, Italien, England, Ungarn, Ägypten, Brasilien und Grönland bei renommierten Festivals und Konzertreihen aufgeführt. Er ist selbst aktiver Interpret und Dirigent seiner Werke.

## Stipendien und Meisterkurse
Márton Illés war Stipendiat der Géza-Anda-Stiftung Zürich, der Robert-und-Lina-Thyll-Dürr- und der Hans-J.-Rapp-Stiftungen in Basel, der Heinrich-Strobel-Stiftung des Südwestrundfunks und besuchte Meisterkurse für Klavier und Komposition bei György Sándor, Lazar Berman, György Ligeti, György Kurtág und Helmut Lachenmann. 2009 war er Stipendiat in der Villa Massimo in Rom.

## Auszeichnungen und Preise
In den 1990er Jahren errang Márton Illés zahlreiche Preise in verschiedenen Klavierwettbewerben, darunter:
- Erster Preis im Klavierwettbewerb „Rencontres Musicales de la Venoge“ in Lausanne
- Zweiter Preis beim Internationalen Klavierwettbewerb „Premi ciudad de Berga“ in Spanien

Außerdem war er Gewinner des Yamaha-Schweiz-Klavierwettbewerbs und des „Concours Piano 80“. 2005 erhielt er den „Christoph-und-Stephan-Kaske-Kompositionspreis“ in München.
2008 erhielt Illés einen Komponistenförderpreis des Ernst von Siemens Musikpreises sowie den Schneider-Schott-Musikpreis Mainz und den Hindemith-Preis des Schleswig-Holstein Musik Festivals. Bei den Donaueschinger Musiktagen 2017 gewann er für seine Komposition Ez-tér den Preis des SWR Symphonieorchesters.